# 及达叶鲹
及达叶鲹（学名：Caranx djeddaba）为鲹科鲹属的鱼类，俗名多棱鲹。分布于印度洋、新加坡、印度尼西亚、日本以及中国南海、东海等海域。